# Walter Navratil
Walter Navratil (* 24. Juni 1950 in Klosterneuburg, Niederösterreich; † 10. Januar 2003 ebenda) war ein österreichischer Künstler. Er schuf eine ganz eigene Bildwelt mit Motiven und Elementen des Art brut, Ethnologie und orientalischer Kunst und galt als einer der interessantesten Außenseiter des österreichischen Kunstbetriebs in der zweiten Hälfte des 20. Jahrhunderts.

## Leben
Im Jahr 1950 geboren als Sohn des Psychiater-Ehepaars Erna und Leo Navratil, wuchs er in der anstaltsinternen, elterlichen Dienstwohnung in der Niederösterreichischen Landesnervenklinik Gugging auf und hatte so engen Kontakt zu den Künstler-Patienten der von seinem Vater geförderten österreichischen Art brut. Unter ihnen Johann Hauser, Oswald Tschirtner und August Walla. Walter Navratil lebte als freischaffender Maler in Wien und verweigerte sich zeitgenössischen Tendenzen. Er starb mit 52 Jahren in Klosterneuburg.

## Ausstellungen
Er hatte nur sporadische Ausstellungen, unter anderem bei den Schauen Parallel Visions im Los Angeles County Museum, in der Kunsthalle Basel, im Setagaya Museum Tokio und in der Kunst- und Ausstellungshalle der Bundesrepublik Deutschland in Bonn. Nach beinahe zehnjähriger Zurückhaltung gegenüber dem Wiener Ausstellungsbetrieb hatte er 1998 eine Ausstellung in der Bawag Foundation Wien.